# HD104534
HD104534 — хімічно пекулярна зоря спектрального класу
A8 й має видиму зоряну величину в смузі V приблизно  8,1.

## Пекулярний хімічний склад
Зоряна атмосфера HD104534 має підвищений вміст 
Cr
.